# Tidlig middelalder
Tidlig middelalder er den periode i europæisk historie, der begynder ved sammenbruddet af den romerske dominans i det 5. århundrede, og som slutter ved fremkomsten af Det Tysk-romerske rige under Otto 1. den Store i det 10. århundrede, hvorefter højmiddelalderen begynder. Definitionen af denne periode er stadig et meget omdiskuteret emne. Særligt er spørgsmålet om, hvornår antikken slutter, og middelalderen begynder et hedt tema inden for historieforskningen, og mange historikere mener ikke, at der reelt er tale om et brud mellem senantikken til middelalderen, men vil hellere se overgangen som en kontinuitet.
Denne periode omfatter også folkevandringstiden, vikingetiden, de islamiske erobringer og Frankerriget.

## Romerrigets nedgang (372 – 410)
Romerriget gennemgik en række kriser i 4. og 5. århundrede som skulle ende med et endeligt kollaps i slutningen af 400-tallet. Det er vigtigt at understrege, at dette kun gjaldt det vestromerske rige, og ikke den østlige del, Byzans, som fortsatte som stat indtil Konstantinopels fald i 1453.
Moderne historikere har estimeret, at befolkningstallet i Romerriget sank med over 20 % (fra 65 millioner til 50 millioner) fra år 150 til 400. Nogle historikere har knyttet denne nedgang sammen med en kuldeperiode, som fandt sted i årene fra ca. 100 til ca. 700..

### Folkevandringstiden
De første germanske stammer under folkevandringerne nåede Sortehavet tidligt i det 3. århundrede. Germanerne dannede statsforbund, som hver især kom til at give romerne langt større modstand, end de var vant til fra de indfødte stammer. I Rumænien og på de vidtstrakte græsstepper nord for Sortehavet dannede goterne to kongedømmer: det visigotiske og ostrogotiske.
Fra øst kom endnu en trussel mod romerne, nemlig hunnerne. Hunnerne var en konføderation af centralasiatiske stammer, som havde dannet et kongedømme med et tyrkisk-sproget aristokrati. De havde effektive bueskytter, som kunne skyde med buer fra hesteryggen, også når de red med stor hastighed. Det europæiske infanteri og det over for hunnerne mindre effektive kavaleri blev ganske enkelt kørt over af de overlegne hunner. Goterne blev tvunget til at trække væk fra deres territorium og ind i Romerriget i 376. Goterne måtte acceptere at bosætte sig i kejserriget som ubevæbnede nybyggere.
Under Goterkrigen mellem 377 og 382 gjorde goterne oprør og mødte den romerske hær i slaget ved Adrianopel. Uden at vente på støtte fra den vestlige kejser Gratian gik den østlige kejser Valens til angreb på de vestgotiske styrker under ledelse af Fritigern. Slaget endte i nederlag for romerne, det største siden Cannae ifølge militærhistorikeren Ammianus Marcellinus.
Goterne og vandalerne var bare de første af mange befolkningsgrupper, som indtog Vesteuropa. Nogen levede kun for krig og plyndring og foragtede den romerske levemåde. Andre beundrede Rom og ønskede at blive en del af det eller dets arvtagere. En fattig romer agerer som en goter, mens den rige goter vil være en romer sagde kong Teoderik den Store om sine undersåtter i det ostrogotiske rige.
Romerne var i overvejende grad kristne, som støttede treenighedslæren, og efterkommere af et veletableret, bureaukratisk rige, mens de germanske folk kun kendte lidt til byer, penge og skrift. De satte i stedet frihed over alt og fandt tilmed mere mening i arianismen, som blev anset som kætteri af den romerske kirke.
Folkevandringstiden er tidligere blevet kaldt "den mørke middelalder" af enkelte vesteuropæiske historikere. Dette udtryk er dog siden 2. verdenskrig forsvundet inden for historieforskningen, primært på grund af de stereotyper, der efterhånden blev associeret med udtrykket, men også på grund af, at arkæologiske fund i moderne tid udfordrer opfattelsen af, at det var en periode, der kun var præget af nedgang for kunst, teknologi og samfund.
De dele af Romerriget, hvor administration og infrastruktur stadig fungerede, forblev ofte, men ikke altid, upåvirket af krigene i forbindelse med de store vandringer. Befolkningen i Gallien, Italien og Spanien fortsatte imidlertid med at tale latinske dialekter, selvom områderne fik en ny germansk overklasse, mens nybyggerne andre steder i høj grad forandrede det etablerede samfunds love, kultur og religion. Fx forsvandt det romanske sprog i Britannien og blev erstattet af angelsaksisk. I Aquitanien, Gallia Narbonensis, Syditalien og Sicilien, Sydspanien og på den iberiske kyst mod Middelhavet blev den romerske kultur bibeholdt helt frem til det 6. og 7. århundrede.
Pax Romana havde skabt trygge omgivelser for handel og fabrikation og et samlet kulturelt og uddannelsesmæssigt miljø. Da dette forsvandt, blev det erstattet af den lokale fyrstes lov. Han var ofte medlem af den etablerede romaniserede elite, eller der kom nye herrer af en ukendt kultur. Den gradvise nedgang for de økonomiske og sociale bånd og infrastrukturen førte til, at samfundene blev mere lokaltorienterede, og den centralisering. som var udbredt i antikken, bortfaldt. Denne udvikling førte til, at handel og godstrafik blev en farlig affære, og derfor forsvandt flere store industrier, som var afhængige af handel og eksport.
I det 6. århundrede nåede handelen ned på et niveau, hvor den ikke havde været siden bronzealderen, og jordbruget havde også en dårlig periode. Dette kan have en sammenhæng med, at perioden var præget af en global temperatursænkning. Romerne havde praktiseret et tovangssystem, hvor den ene halvdel af jorden blev dyrket, mens den anden lå brak. Efter rigets kollaps forsvandt det meget systematiserede jordbrug mange steder.

## Byzans
Efter Theodosius I's død i 395 blev Romerriget delt mellem hans to sønner. Vestromerriget blev opløst i et mylder af nye kongedømmer i løbet af 5. århundrede og efterlod Østromerriget, Byzans, som den eneste legitime arvtager til det klassiske romerske rige. Efter at græsk erstattede latin som det dominerende sprog, begyndte historikere at referere til riget som "Bysantium" efter det gamle, græske navn på byen Konstantinopel. Indbyggerne i Byzans omtalte derimod stadig sig selv som Romaioi, dvs. romere.
De byzantinske kejsere genvandt i lange perioder kontrollen over handelsruterne mellem Europa og Orienten, hvilket gjorde riget til Europas rigeste statsdannelse i den tidlige middelalder. Og ved at bruge deres sofistikerede krigsmaskine og godt diplomati lykkedes det byzantinerne at modstå angreb fra fremmede folkeslag. Kejsernes drøm om atter at underlægge sig de vestlige lande blev næsten til virkelighed under Justinian 1. i 527-565. Udover kodificeringen af Romerretten, lykkedes det nemlig Justinian at genop-rette kontrollen over store dele af det tidligere vestromerske riges territorium, herunder Italien.
Justinians efterfølgere, Maurice og Heraclius, måtte dog koncentrere kræfterne om invasioner fra avarere, bulgarere og slaviske stammer. I 626 modstod Konstantinopel for eksempel en kombineret belejring af avarere og persere. Heraclius brugte derudover et tiår på en hellig krig mod Persien, hvor han bl.a. indtog rigets hovedstad og fik de sassanidiske monarker henrettet. Disse erobringer kom ikke til at vare længe, for et nyt arabisk storrige var ved at opstå. De muslimske arabere erobrede få år senere Syrien, Palæstina, Egypten og Nordafrika. Og alle disse områder konverterede efterhånden til islam.

## Islams fremvækst
Etter at Muhammed fik sine åbenbaringer i 610, dannede han en gruppe omkring sig som blev kaldt Umma. Inden 20 år havde denne gruppe fået kontrollen over byerne Mekka og Medina og var blevet den dominerende magt på den arabiske halvø.
Kort tid efter Muhammeds død i 632 begyndte de muslimske generaler at erklære hellig krig mod Byzans og Syrien, og de islamske erobringer var i gang.
Araberne brugte udover magt også diplomati under de tidlige faser af deres erobringer, og araberne vandt store landområder ved at indgå fordelagtige aftaler med de lokale ledere; nøglebyer som Alexandria og Damaskus blev for eksempel ikke erobret med krigsmagt. Antiokia faldt i 637, Alexandria i 642, Kartago i 698. I 711 krydsede de Gibraltarstrædet og satte dermed foden på det europæiske kontinent, da Al-Andalus blev oprettet i Spanien, et område, der ville forblive under muslimsk kontrol helt til 1492.
I de første hundrede år blev det muslimske imperium regeret fra Damaskus, kalifens hovedsæde. I lyset af deres egen overlegenhed havde araberne en tendens til at behandle de okkuperede folk med tolerance . Derfor følte de folk, som kom til at leve under den arabiske okkupation til tider, at de aldrig var blevet underlagt en ny hersker, for de blev i begyndelsen ofte behandlet godt af de nye arabiske magthavere. I stedet blev de ikke-muslimske befolkninger behandlet på samme vis som de rige medlemmer af ummaen, der betalte skat til fællesskabet.
På grund af et internt oprør blandt araberne, som førte til at Umayyad-dynastiet blev erstattet af Abbasid-dynastiet, blev hovedstaden flyttet fra Damaskus til den nyanlagte by Bagdad i 762. Denne hændelse er sammen med muslimernes nederlag ved Tours i 732 ofte blevet anset for at være afslutningen på de islamiske erobringer.

## Fodnoter
1. ↑  Berglund, B.E. 2003."Human impact and climate changes – synchronous events and a causal link?" Arkiveret 9. oktober 2006 hos  Wayback Machine, Quaternary International 105: 7-12.
2. ↑  Excerpta Valesiana
3. ↑  Berglund, ibid.
4. ↑  Peter Brown: World of late antiquity, London 2004: 194